# Oligosoma infrapunctatum
Oligosoma infrapunctatum — вид сцинкоподібних ящірок родини сцинкових (Scincidae). Ендемік Нової Зеландії.

## Поширення і екологія
Ophiomorus infrapunctatum відомі за єдиним зразком, зібраним на Новій Зеландії у 1887 році. Тривалий час вид вважався конспецифічним з Oligosoma newmani.

## Збереження
МСОП класифікує цей вид такий, що перебуває на межі зникнення. Деякі дослідники припускають, що вид Oligosoma infrapunctatum міг вимерти.